# Kanton (Švýcarsko)

Kantony Švýcarska

Švýcarsko (Švýcarskou konfederaci) tvoří 26 autonomních členských států, tzv. kantonů (francouzsky cantons, italsky cantoni, rétorománsky chantuns). V úřední terminologii je pro kanton užíváno také označení stav (německy Stand, plurál Stände, ve francouzsky mluvícím Švýcarsku état). Další dřívější označení, Stätte („místo“), má dnes již jen historický význam a odráží se např. ve jménu jezera Vierwaldstättersee („Jezero čtyř lesních kantonů“). Pojem kanton byl poprvé použit v roce 1475 v listině, nazývané Freiburger Akte.

## Přehled
Kantony jsou uvedeny v historicky podmíněném pořadí podle spolkové ústavy.
| Kód | Znak | Kanton                           | Rok přistoupení ke konfederaci | Hlavní město | Počet obyvatel (31.12.2023) | Rozloha (km²) | Hustota zalidnění (obyv./km²) | Počet obcí | Úřední jazyk                                                                  |
| --- | ---- | -------------------------------- | ------------------------------ | ------------ | --------------------------- | ------------- | ----------------------------- | ---------- | ----------------------------------------------------------------------------- |
| ZH  |      | Curych                           | 1351                           | Curych       | 1 605 508                   | 1728,94       | 929                           | 160        | němčina                                                                       |
| BE  |      | Bern                             | 1353                           | Bern         | 1 063 533                   | 5958,50       | 178                           | 337        | němčina, francouzština                                                        |
| LU  |      | Lucern                           | 1332                           | Lucern       | 432 744                     | 1493,52       | 290                           | 80         | němčina                                                                       |
| UR  |      | Uri                              | 1291                           | Altdorf      | 37 931                      | 1076,53       | 35                            | 19         | němčina                                                                       |
| SZ  |      | Schwyz                           | 1291                           | Schwyz       | 167 403                     | 907,88        | 184                           | 30         | němčina                                                                       |
| OW  |      | Obwalden                         | 1291                           | Sarnen       | 39 272                      | 490,58        | 80                            | 7          | němčina                                                                       |
| NW  |      | Nidwalden                        | 1291                           | Stans        | 45 016                      | 275,84        | 163                           | 11         | němčina                                                                       |
| GL  |      | Glarus                           | 1352                           | Glarus       | 42 056                      | 685,31        | 61                            | 3          | němčina                                                                       |
| ZG  |      | Zug                              | 1352                           | Zug          | 132 556                     | 238,73        | 555                           | 11         | němčina                                                                       |
| FR  |      | Fribourg / Freiburg              | 1481                           | Fribourg     | 341 537                     | 1672,43       | 204                           | 126        | francouzština, němčina                                                        |
| SO  |      | Solothurn                        | 1481                           | Solothurn    | 286 844                     | 790,46        | 363                           | 107        | němčina                                                                       |
| BS  |      | Basilej-město                    | 1501                           | Basilej      | 200 031                     | 36,95         | 5414                          | 3          | němčina                                                                       |
| BL  |      | Basilej-venkov                   | 1501                           | Liestal      | 298 837                     | 517,67        | 577                           | 86         | němčina                                                                       |
| SH  |      | Schaffhausen                     | 1501                           | Schaffhausen | 87 111                      | 298,42        | 292                           | 26         | němčina                                                                       |
| AR  |      | Appenzell Ausserrhoden           | 1513                           | Herisau      | 56 495                      | 242,84        | 233                           | 20         | němčina                                                                       |
| AI  |      | Appenzell Innerrhoden            | 1513                           | Appenzell    | 16 585                      | 172,48        | 96                            | 5          | němčina                                                                       |
| SG  |      | St. Gallen                       | 1803                           | St. Gallen   | 535 114                     | 2028,20       | 264                           | 75         | němčina                                                                       |
| GR  |      | Graubünden / Grigioni / Grischun | 1803                           | Chur         | 204 888                     | 7105,30       | 29                            | 101        | němčina, italština, rétorománština                                            |
| AG  |      | Aargau                           | 1803                           | Aarau        | 726 894                     | 1403,80       | 518                           | 198        | němčina                                                                       |
| TG  |      | Thurgau                          | 1803                           | Frauenfeld   | 295 220                     | 994,33        | 297                           | 80         | němčina                                                                       |
| TI  |      | Ticino                           | 1803                           | Bellinzona   | 357 720                     | 2812,16       | 127                           | 106        | italština                                                                     |
| VD  |      | Vaud                             | 1803                           | Lausanne     | 845 870                     | 3212,02       | 263                           | 300        | francouzština                                                                 |
| VS  |      | Valais / Wallis                  | 1815                           | Sion         | 365 844                     | 5224,64       | 70                            | 122        | francouzština, němčina                                                        |
| NE  |      | Neuchâtel                        | 1815                           | Neuchâtel    | 178 291                     | 802,16        | 222                           | 27         | francouzština                                                                 |
| GE  |      | Ženeva                           | 1815                           | Ženeva       | 524 410                     | 282,49        | 1856                          | 45         | francouzština                                                                 |
| JU  |      | Jura                             | 1979                           | Delémont     | 74 548                      | 838,51        | 89                            | 51         | francouzština, němčina (1 obec)                                               |
|     |      | Švýcarsko                        | 1291                           | Bern         | 8 962 258                   | 41 290,69     | 217                           | 2 136      | němčina (62 %), francouzština (23 %), italština (8 %), rétorománština (0,5 %) |

Šest kantonů (Obwalden, Nidwalden, Appenzell Innerrhoden, Appenzell Ausserrhoden, Basilej-město a Basilej-venkov) které vznikly rozdělením původních kantonů, bylo v minulosti označováno jako polokantony nebo polostavy. Pojem polokanton byl formálně odstraněn ze spolkové ústavy při její revizi v roce 1999 a nahrazen jejich taxativním vyjmenováním. Jsou tak považovány za kantony s polovičním kantonálním hlasem (čl. 142 odst. 4 spolkové ústavy). Toto nemá žádný vliv na vnitřní autonomii, fungují stejně jako ostatní kantony a odlišují se pouze tím, že:
- ve Státní radě Spolkového parlamentu (malá komora) má každý kanton dvě křesla, avšak šest vyjmenovaných jen po jednom,
- při těch lidových hlasováních, která vyžadují kromě prosté většiny také stavovou většinu – souhlasný výsledek ve většině kantonů, má výsledek hlasování v nich poloviční váhu.

### Pořadí
Oficiální pořadí kantonů (viz seznam výše) podle čl. 1 spolkové ústavy, které je charakterizováno čísly kantonů, pochází z doby před vznikem spolkového státu. Toto pořadí je historicky podmíněno, dnes už bez jakéhokoliv jiného významu. Ve společenství, spolku Osmi starých míst, totiž byla města Curych, Bern a Lucern, každé jako tzv. Vorort, v hierarchii před venkovskými kantony. Tyto tři kantony jsou tak uvedeny jako první, poté následují ostatní kantony v pořadí jejich přistoupení. Poslední změnou byl vznik kantonu Jura oddělením frankofonní části od kantonu Bern.

## Politický systém

### Postavení a pravomoci kantonů
Dle švýcarské spolkové ústavy disponují jednotlivé kantony takovou mírou suverenity, že jí nelze omezit ani spolkovým zákonem. Do působnosti konfederace, respektive spolkové vlády, spadají sektory obrany, měnové politiky, pošty, telekomunikace, přistěhovatelství, imigrace a azylové politiky, zahraniční politika a mezinárodní vztahy, občanské, trestní a finanční právo.
Každý kanton má svou vlastní ústavu, legislativní orgán, vládu, policii a soudy. Podobně, jako je tomu na spolkové úrovni, tak i kantonální vlády se řídí direktoriálním systémem.
Kantonální parlamenty jsou jednokomorové s 49 až 180 obsazovanými mandáty. V některých kantonech se lze setkat i s takzvanými lidovými shromážděními voličů (německy Landsgemeinden), od nichž se v průběhu dějin upustilo. V současnosti je mají už pouze kantony Appenzell Innerrhoden a Glarus. Kantonální vlády jsou pěti až sedmičlenné v závislosti na daném kantonu. Každý kanton má dvoustupňovou soudní soustavu (první instance: okresní soud, místní soud, kantonální soud, okresní soud, krajský soud, trestní soud, civilní soud; druhá instance: vyšší soud, kantonální soud, odvolací soud), které předchází smírčí orgán (smírčí soud, kancelář mediátora).
Švýcarské kantony disponují veškerými pravomocemi, která se nenacházejí v poli působnosti spolkové vlády, ústavy nebo zákona: typickým znakem jsou kantonální kompetence v oblasti zdravotnictví, daní, justice, školství a sociálního zabezpečení. Každý kanton má rovněž svůj vlastní úřední jazyk a mohou uzavírat vlastní bilaterální smlouvy nejen s ostatními kantony, nýbrž i jinými subjekty mezinárodního práva (články 48 a 56 spolkové ústavy).
Kantonální ústavy rovněž upravují i samotný systém veřejné správy na svém území, včetně delegování některých pravomocí jednotlivým obcím. Výjimkou nejsou případy, kdy obce mají monopol na daně a disponují vlastní policií. Úroveň autonomie se liší v každém kantonu; v zásadě bývá větší ve východním Švýcarsku než v západním.
Obdobně, jako je tomu na spolkové úrovni, i v jednotlivých kantonech je kladen vysoký důraz na přímou demokracii. Jednotliví občané mohou prostřednictvím petic iniciovat změny kantonálních ústav, případně vetovat již přijaté zákony nebo vyvolat hlasování o přijetí či nepřijetí návrhu zákona. Vyjma lidových shromáždění voličů zachovaných v kantonech Appenzell Innerrhoden a Glarus je hlasování vždy tajné a hlasování se konají u volebních uren. Volební právo cizinců je upravené různým způsobem v souladu s jednotlivými kantonálními ústavami. To se týká i volebního práva švýcarských občanů zdržujících se v cizině.
Švýcaři jsou občany toho kantonu, v jehož obci se narodili. Samotné kantony hrají roli i v udělování svého občanství (naturalizaci), byť je tento proces spíše obecní a spolkovou záležitostí. Švýcarsko má mimo jiné jen jeden celonárodní svátek, a to 1. srpna. Ostatní volné dny a svátky se liší v závislosti na kantonu.

## Historie

### Pojmenování a výrazy
Pojem kanton pro člena Švýcarské konfederace je poprvé doložen v roce 1475 nebo 1467 z Fribourgu. Vzhledem k tomu, že cantone znamenalo „část země“ v severní Itálii již od 11. století, švýcarský jazykovědec Walther von Wartburg předpokládá, že toto slovo přinesli na území dnešního západního Švýcarska lombardští kupci, odkud bylo následně převzato do němčiny jako Kanton a do francouzštiny jako canton. Italské cantone je rozšířená podoba slova canto, které znamená „roh, okraj, úhel, kus, část“. Canto zase pochází z latinského canthus „železná pneumatika kola“, což samo o sobě bylo snad původně keltské slovo.
Před slovem kanton a vedle něj - které se od 17. století v německy mluvícím Švýcarsku stále více prosazovalo a v roce 1798 se stalo oficiálním - existovalo a existuje několik dalších názvů pro členy Švýcarské konfederace.
- Nejstarší oficiální termín zněl Stett und Lender. V některých kantonech se dosud zachoval v podobě přenesených výrazů jako Landsgemeinde, Landrat, Landammann, Land(es)statthalter, Landschreiber, Landgericht, Landesarchiv nebo Landesbibliothek.
- Ort, zastřešující termín pro „města“, „místa“ a „země“, byl poprvé použit v usnesení curyšské rady z roku 1426. Používá se v historických termínech, označujících „stará místa země“ (v přeneseném významu dnešní kantony): achtörtige („osm starých míst“) a dreizehnörtige Eidgenossenschaft („konfederace třinácti míst“).
- Stand (francouzsky État) se rovněž objevil jako neutrální výraz pro „město“ a „zemi“ v 16. století a vrcholu svého používání dosáhl v 18. století. Dnes zní toto slovo archaicky, ale na spolkové úrovni se vyskytuje ve spojeních jako Ständemehr a Ständerat, v úředním jazyce některých kantonů pak Standeskommission, Standeskanzlei, Standespräsidenten a Standesweibel.
- Staat (ve francouzštině též État) je latinský ekvivalent slova Stand. Pro kantony se začal více používat až po roce 1800 a dnes se běžně používá v mnoha výrazech, jako je Staatsanwalt, Staatsarchiv, Staatskanzlei, Staatsrat a řada dalších.

### Stará švýcarská konfederace
Takzvané původní kantony, které údajně založily Švýcarskou konfederaci spolkovou listinou z roku 1291, jsou lesní kantony Uri, Schwyz a Unterwalden. Ve Staré švýcarské konfederaci se kantony často nazývaly „místa“ (německy Orte či Stätten), a později také jako „kantony“. Proto se fáze expanze Švýcarska označují jako „Osm starých míst“ a „Třináct starých míst“ (nebo Konfederace osmi nebo třinácti míst; německy achtörtige nebo dreizehnörtige Eidgenossenschaft). Spojenci, kteří nebyli plnoprávnými členy Konfederace, byli v němčině označováni jako Zugewandte Orte (volně přeložitelné jako „Spřízněná“ či „ Spojenecká místa“). Plnoprávní členové Konfederace a tím spíše spojenecká místa byli stále samostatnými státními celky. Tento systém byl po obsazení Švýcarska napoleonskými vojsky rozbit, v roce 1798 byla z jejich moci vytvořena Helvétská republika jako unitární stát, který se nicméně nadále členil na kantony. 

### Helvétská republika
S Helvétskou republikou (1798–1803) se pojem kanton začal používat ve významnějším smyslu. V nově vzniklém unitárním státě však byly kantony pouhými správními obvody bez autonomních práv. Hranice byly změněny s cílem vytvořit přibližně stejně velké kantony a rozbít staré uspořádání. Vznikly tak i krátce existující kantony Säntis, Linth, Waldstätte, Oberland, Baden, Lugano a Bellinzona a od roku 1802 na jeden rok také kanton Fricktal.
Ještě v období Helvétské republiky však převážily federalistické tendence a roku 1803 samotný Napoleon Bonaparte udělil Švýcarsku federalistickou ústavu, přičemž jednotlivé kantony přijaly republikánské ústavy a emancipovala se některá bývalá závislá teritoria, termín kanton se však vžil. Některé takto ustanovené kantony však nepřežily dlouho a byly začleněny do jiných.
Po pádu napoleonského režimu kanton Bern požadoval obnovu svých práv a odmítal uznat nové kantony Aargau a Vaud vzniklé na územích, jež mu dříve podléhaly, avšak pod mezinárodním tlakem byl donucen zříct se svých nároků výměnou za území basilejského biskupství. Podle Spolkové smlouvy z roku 1815 bylo Švýcarsko pouze volným spolkem států. Kantony byly nositeli státní suverenity, měly právo vystoupit ze spolku, měly vlastní vojska, vybíraly cla, razily mince, mohly uzavírat mezinárodní smlouvy. Teprve spolková ústava z roku 1848 vytvořila ze Švýcarska federální stát, kde kantony ztratily výše zmíněné pravomoci.

### Období mediace
Zprostředkovatelská ústava z roku 1803 zvýšila počet kantonů na 19 a Vídeňský kongres v roce 1815 zvýšil jejich počet na 22. Některá spojenecká místa, jako například republika Gersau, území opatství Engelberg a další, byla proti vůli kantonů přidělena jednotlivým kantonům.
Teritoriální vymezení kantonů dodnes zůstává v podobě, jakou získalo po napoleonských válkách. V roce 1833 se kanton Basilej-venkov v ozbrojeném konfliktu oddělil od kantonu Basilej-město, stejně jako ve stejné době kanton Ausserschwyz od centra Schwyzu (i když to netrvalo dlouho), či zánik polokantonů v Glarusu v roce 1836. Poslední stopy územního rozdělení Vídeňského kongresu byly demokraticky vyřešeny v roce 1979 založením kantonu Jura (tzv. Jurská otázka) a v roce 1994 převedením bernského okresu Laufen do kantonu Basilej-venkov, přičemž oba tyto kantony se oddělily od kantonu Bern; budoucnost Bernského Jury může vést k dalším změnám.

### Vznik spolkového státu v roce 1848
Po vzniku spolkového státu (Bundesstaat) v roce 1848 byla suverenita kantonů omezena a oblasti jako zahraniční politika, cla, měna a pošta byly převedeny do kompetence spolkové vlády. S industrializací a hospodářským růstem se život státu stával stále složitějším, což si vyžádalo další centralizaci a vedlo ke sjednocení hmotného práva v oblastech, jako je občanské, trestní, obchodní a hospodářské právo. Dnes jsou oblasti, v nichž mohou kantony skutečně ještě samostatně vydávat zákony, značně omezené. Stále častěji se hovoří o „výkonném federalismu“.

## Vývoj územního uspořádání

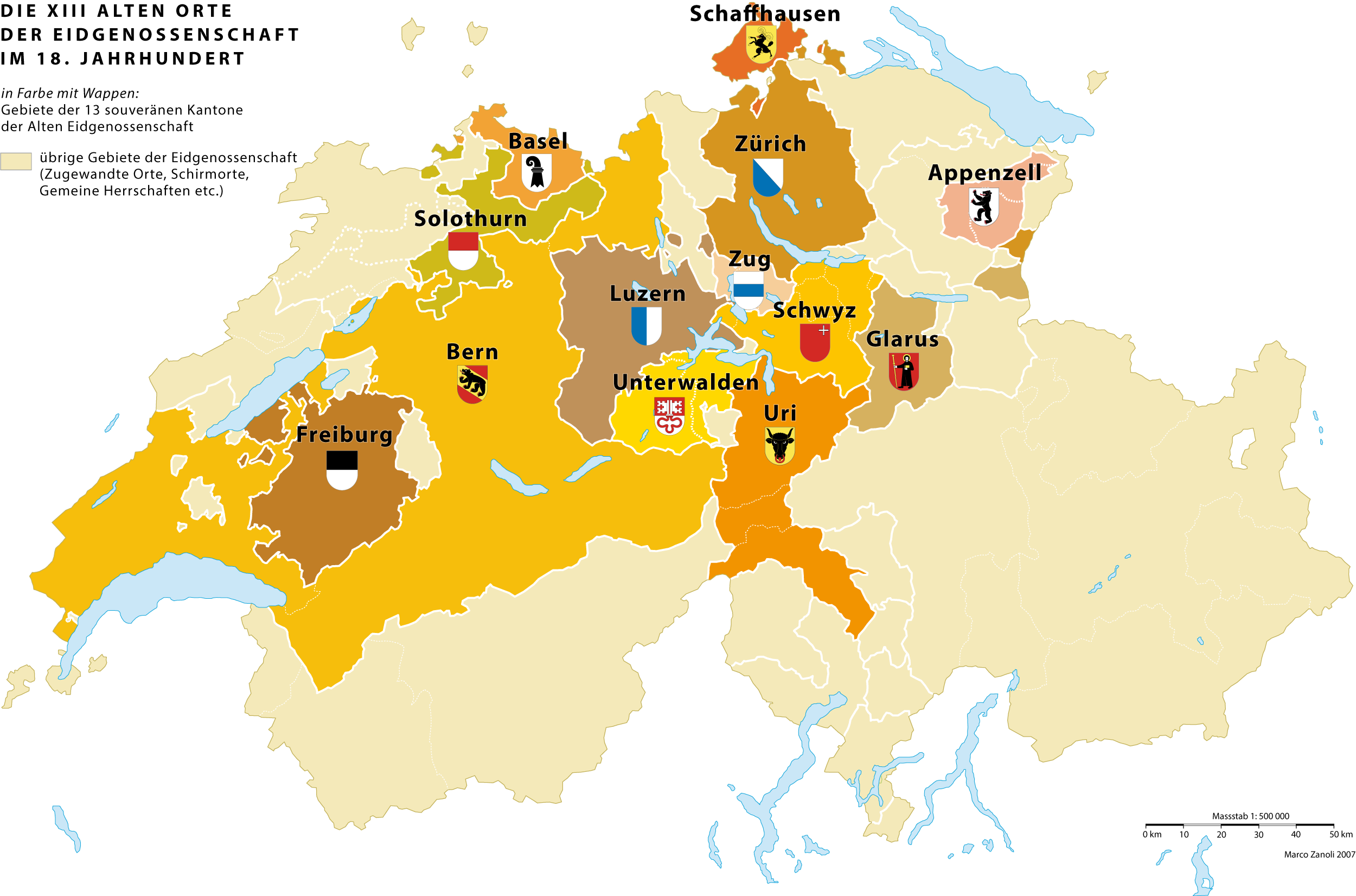
13 starých kantonů v 18. století
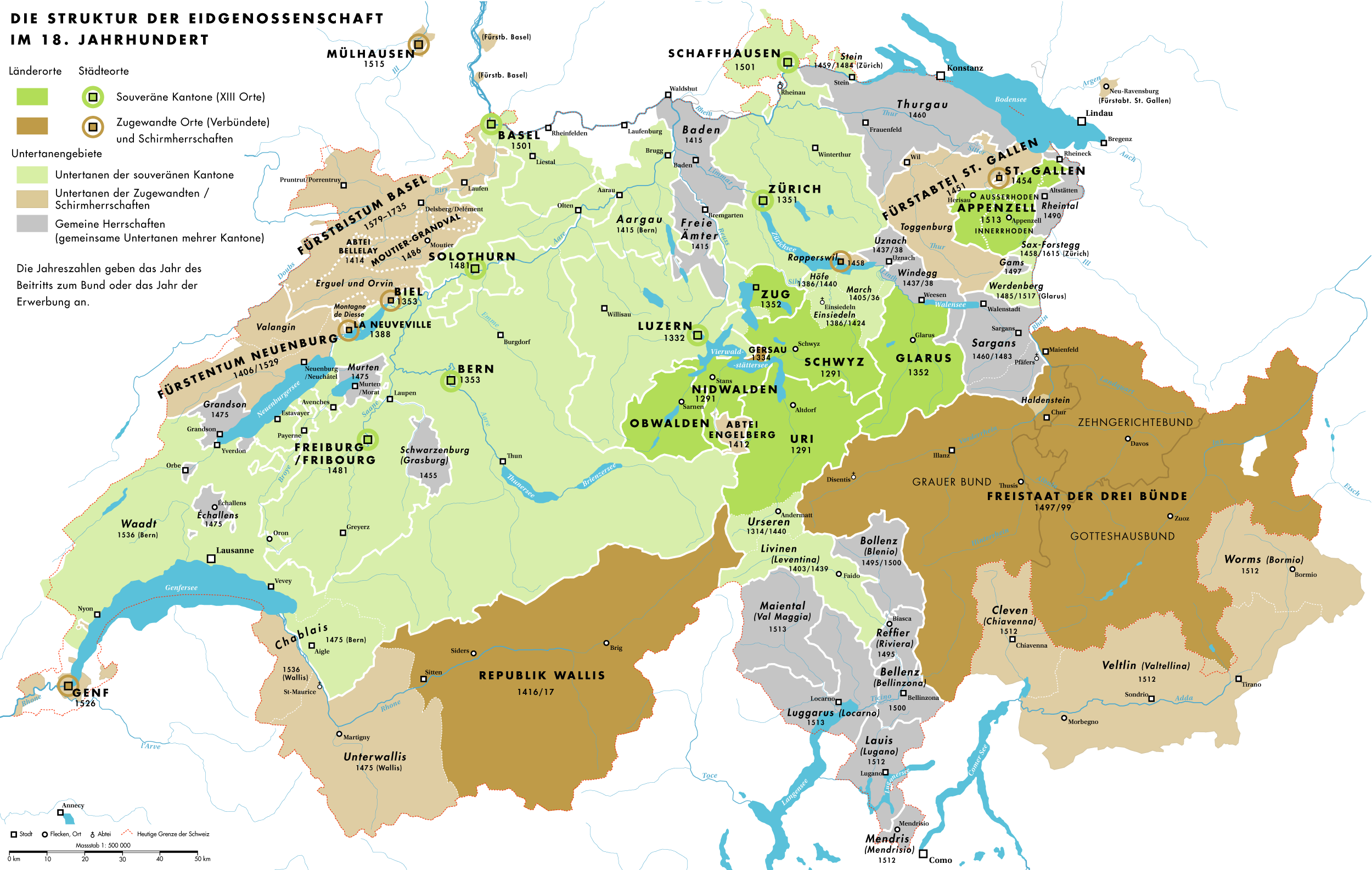
Teritoriální uspořádání Švýcarska v 18. století
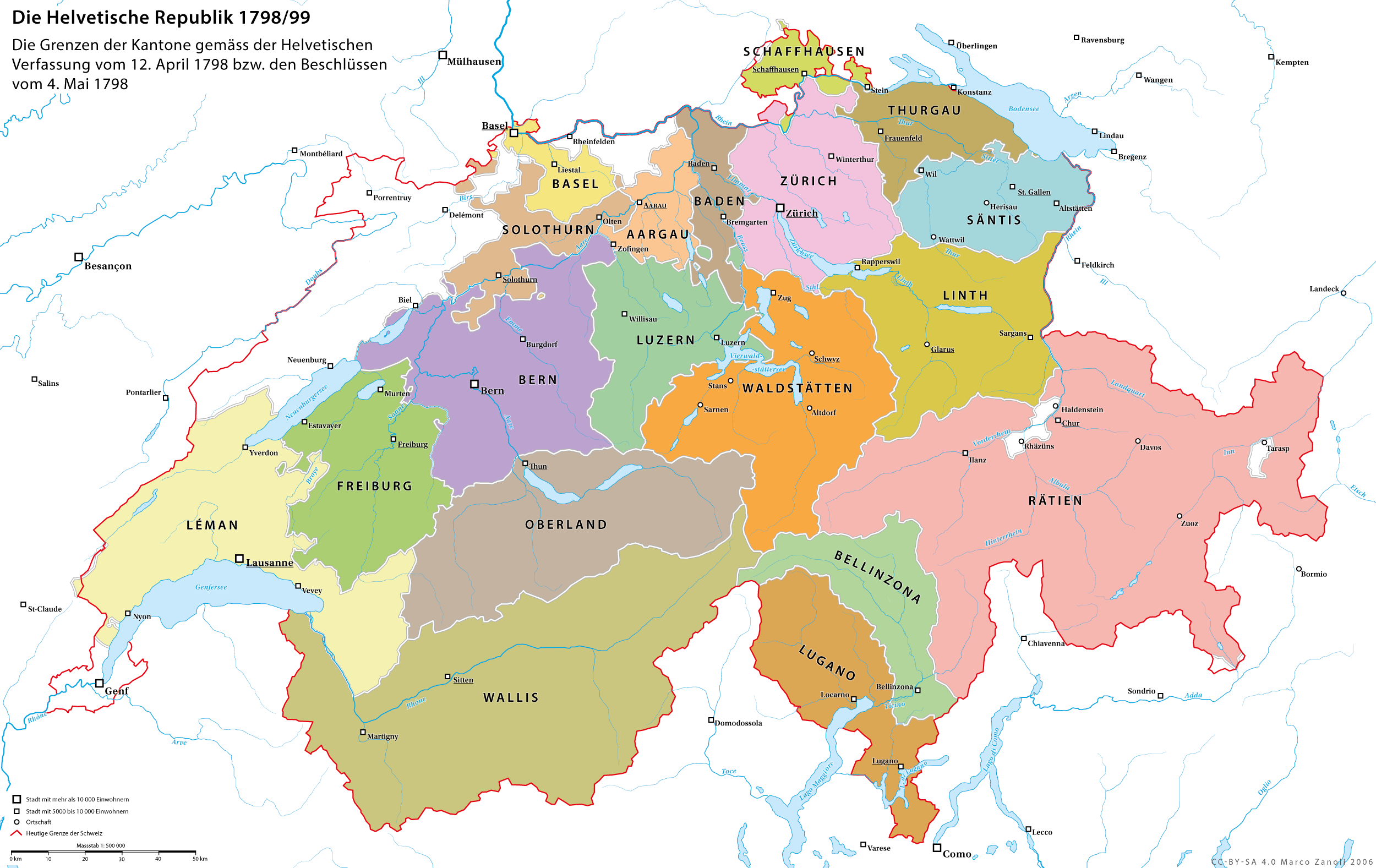
Kantony unitární helvétské republiky v roce 1798
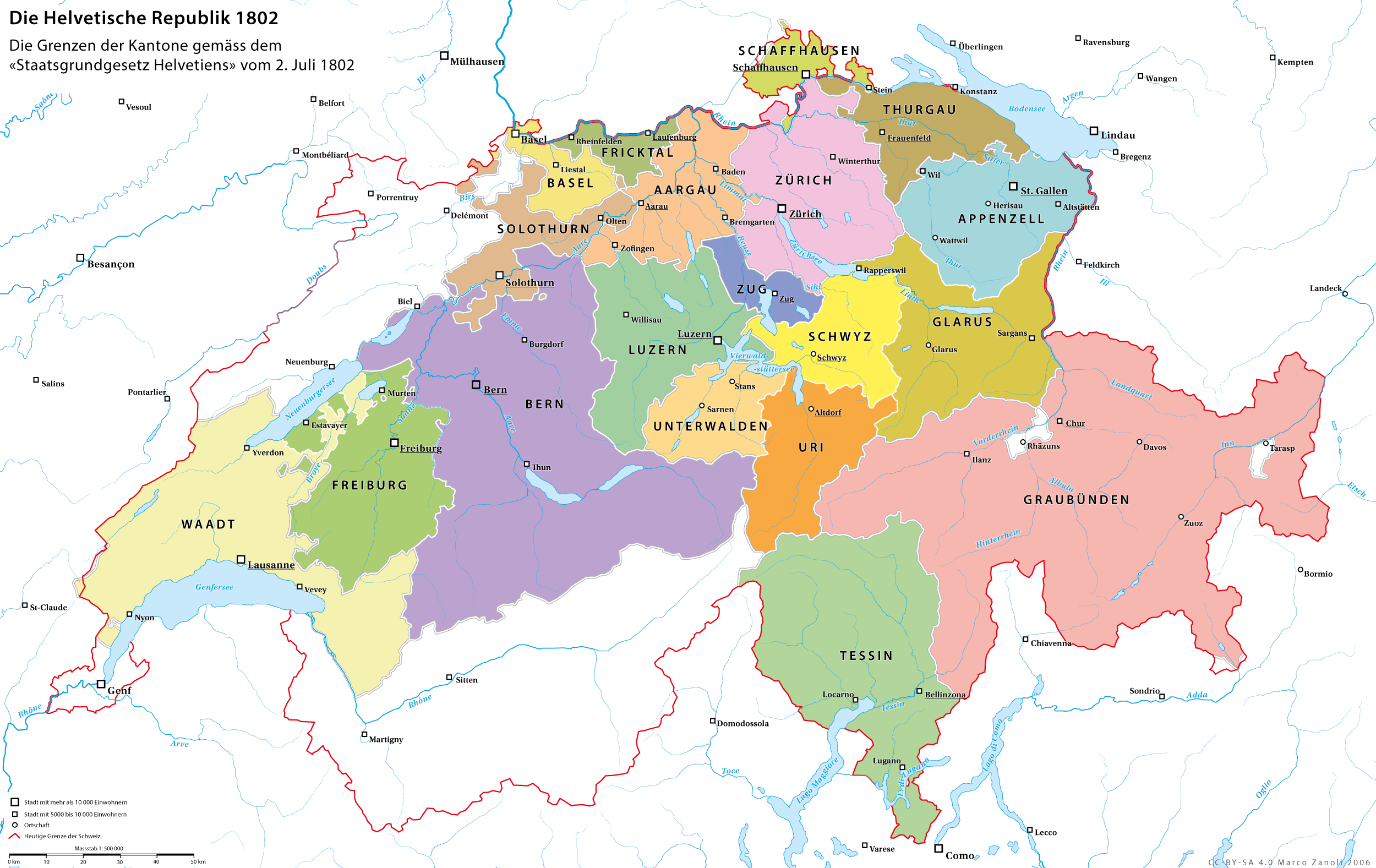
Federální kantony helvétské republiky v roce 1802
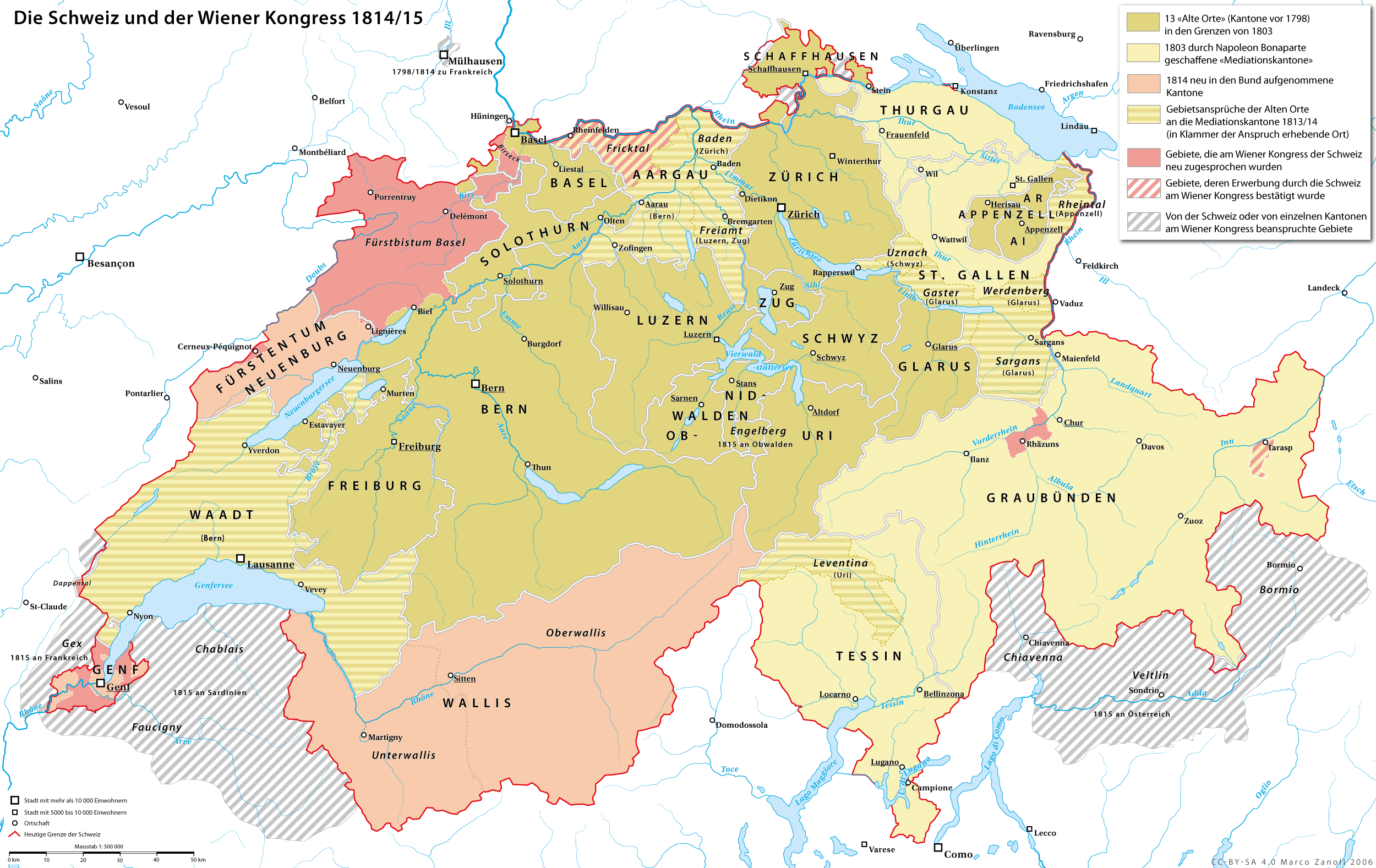
Změny švýcarského území podle Vídeňského kongresu
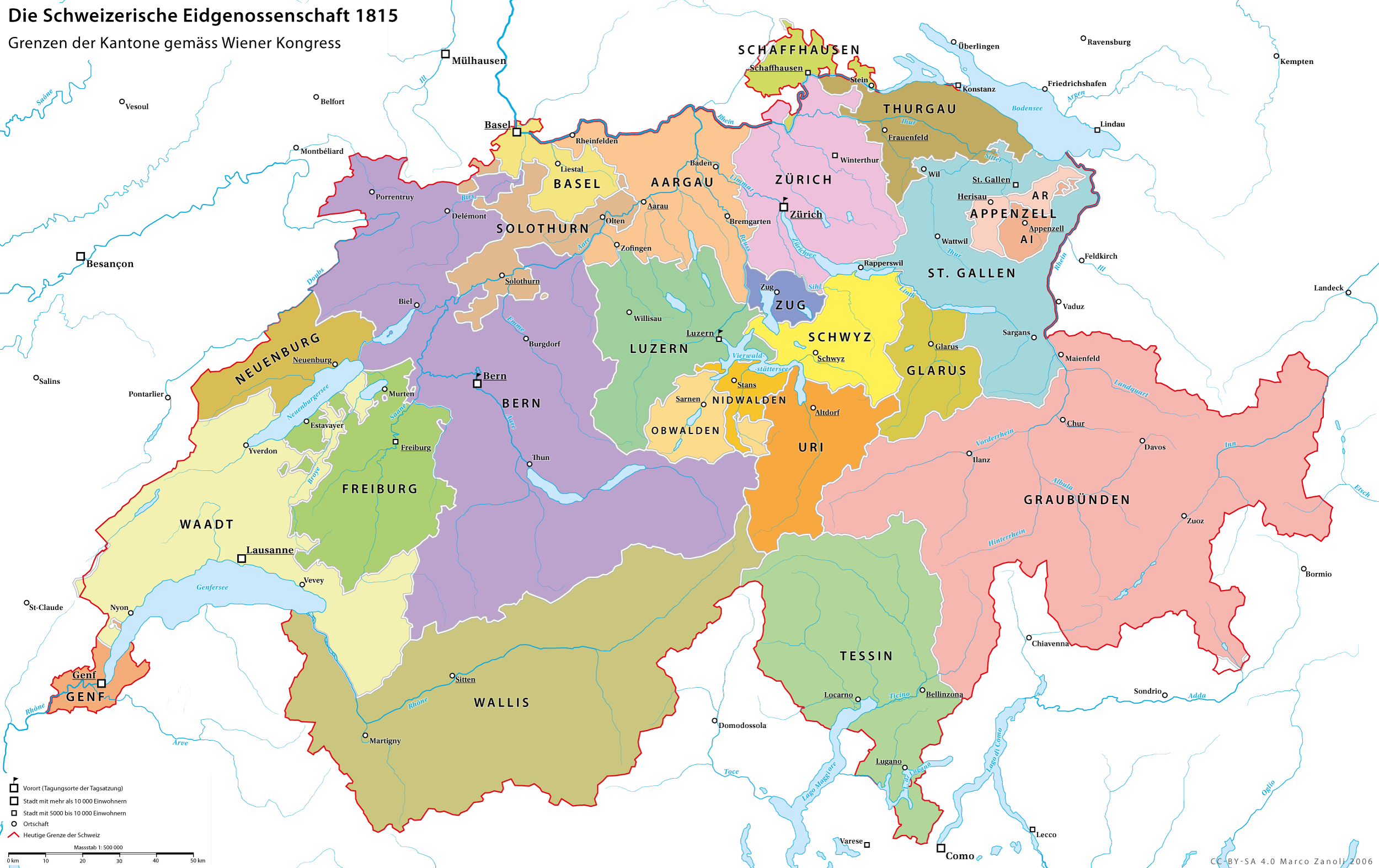
Kantony po roce 1815